# RSU
RSU (anglicky Remote Subscriber Unit) nebo také RCU (anglicky Remote Concentrator Unit), česky vzdálená účastnická jednotka je předsunutá část ústředny, která je touto ústřednou řízena a využívá společný číslovací rozsah řídící ústředny. Slouží pro připojení účastníků telefonní sítě k místní telefonní ústředně (HOST). Je to jakýsi koncentrátor provozu. Obvykle nemá vlastní spojovací pole, takže kromě havarijních případů nelze bez spojení s ústřednou zajistit propojení dvou účastníků připojených k RSU mezi sebou. RSU se obvykle připojovaly na HOST pomocí digitálních okruhů 2 Mbit/s na rozhraní G.703 nebo V5.1/ V5.2. Pro rychlé připojení k internetu se používají Digital Subscriber Line Access Multiplexery (DSLAM). Na jedno RSU je možné modulárně připojovat až několik tisíc účastníků. Koncepce telefonních sítí založených na propojení HOST a RSU je použita pro digitální telefonní síť v ČR. Jedná se o velice ekonomické řešení, protože RSU bez spojovacího pole je výrazně levnější než ústředna HOST. V síti společnosti CETIN je zapojeno několik desítek ústředen HOST a několik set RSU.